# Gare de Raon-l’Étape
Gare de Raon-l’Étape – stacja kolejowa w miejscowości Raon-l’Étape, w departamencie Wogezy, w regionie Grand Est, we Francji. Jest zarządzana przez SNCF i obsługiwana przez pociągi TER Lorraine.

## Położenie
Znajduje się na linii Lunéville – Saint-Dié, na km 418,729  między stacjami Thiaville i Étival-Clairefontaine, na wysokości 292 m n.p.m.

## Historia
Stację otwarto 15 listopada 1864 przez Compagnie des chemins de fer de l’Est, kiedy otwarto odcinek linii z Raon-l’Étape do Saint-Dié.

## Linie kolejowe
- Lunéville – Saint-Dié